# Compensatore
Il compensatore è contenuto in strumenti topografici come il livello o il teodolite.
Ha la funzione di rendere orizzontale l'asse di collimazione dello strumento (retta che unisce il centro del reticolo con il centro dell'obbiettivo) in modo automatico, minimizzando quindi gli errori da parte dell'operatore.

È costituito da un sistema di prismi, un sistema pendolare, e uno smorzatore di oscillazioni.

## Funzionamento
Ogni compensatore ha un campo d'applicazione, di circa 15".

È quindi necessario portare manualmente l'asse di collimazione prossimo all'orizzontale.

Questo si fa centrando la livella dello strumento.

In questo modo si è entrati nel campo d'azione del compensatore che ora può entrare in funzione e assicurare l'orizzontalità dell'asse con una miglior precisione.

Lo smorzatore d'oscillazioni serve a non avere disturbi nelle letture e a non dover attendere a lungo per la stabilizzazione dei pendoli.
Nelle misurazioni, permane sempre un errore residuo di rettifica, proporzionale alla sensibilità del compensatore, che generalmente varia da 0.2" a 0.5".